# 任俊杰
任俊杰（1932年6月—），男，吉林舒兰人，中华人民共和国政治人物，曾任中共吉林省委常委，秘书长，吉林省人大常委会副主任。